# Hafnium(IV)carbide
Hafnium(IV)carbide is een anorganische hafnium- en koolstofverbinding met als brutoformule HfC. De stof komt voor als een zwart geurloos poeder, dat onoplosbaar is in water. Het is een van de meest hitte-resistente binaire verbindingen, met een smeltpunt van 4232 ±84 K (3959 °C), vastgesteld in 2016.
Hafnium(IV)carbide wordt bereid door een carbothermische reductie van hafnium(IV)oxide en koolstof bij een temperatuur van ongeveer 1800 °C.